# كنيسة الثالوث المقدس (ستراتفورد أبون آفون)
الكنيسة الجماعية للثالوث المقدس وغير المقسم، ستراتفورد أبون آفون (بالإنجليزية: The Collegiate Church of the Holy and Undivided Trinity, Stratford-upon-Avon) هي كنيسة أبرشية من الدرجة الأولى تابعة لكنيسة إنجلترا في ستراتفورد، أبون آفون، وركشير، إنجلترا.

## وصلات خارجية
- الموقع الرسمي